# Allocosa suboculata
Allocosa suboculata là một loài nhện trong họ wolfspinnen (Lycosidae).
Loài này thuộc chi Allocosa. Allocosa suboculata được Guy miêu tả năm 1966.